# Епархия Ортозии Финикийской
Епархия Ортозии Финикийской (лат. Dioecesis Orthosiensis in Phoenicia) — упразднённая епархия Антиохийского патриархата, в настоящее время титулярная епархия Римско-Католической церкви.

## История
Античный город Ортозия, идентифицируемый сегодня с археологическими раскопками "Bordj-Hacmon-El-Yeoudi" в современном Ливане, был центром одноимённой епархии Антиохийского патриархата. Епархия Ортозии входила в митрополию Тира. В VI веке епархия Ортозии Финикийской прекратила своё существование.
В XII веке в городе была латинская епархия. Известно имя единственного латинского епископа этой епархии.
С 1345 года архиепархия Ортозии Финикийской является титулярной архиепархией Римско-Католической церкви.

## Греческие епископы
- епископ Фосфорий (448—451);
- епископ Нонний (упоминается в 458 году);
- епископ Нил;
- епископ Стефан.

## Латинский епископ
- епископ Радольф (упоминается в 1136 году).

## Титулярные епископы
Некоторые средневековые источники из-за схожести названий городов путают епархии Ортозии Финикийской и Ортозии Карийской.
- епископ Арнальд O.F.M.[1] (3.07.1345 — ?);
- епископ Corrado di Helbeke O.P. (19.11.1354 — 28.06.1369);
- епископ Ildemaro di Saldern (1384—1418);
  - вакансия;
- епископ Edward Maginn (8.09.1845 — 17.01.1849);
- епископ святой Григорий Мария Грасси O.F.M. (20.01.1876 — 9.07.1900);
- епископ Godfried Marschall (15.01.1901 — 23.03.1911);
- епископ Себастьян Леме да Сильвейра Синтра (24.03.1911 — 29.04.1916) — назначен архиепископом Олинды;
- епископ Ippolito Ulivelli O.F.M. (13.08.1919 — 27.10.1922);
- епископ Victor Colombanus Dreyer O.F.M.Cap. (27.06.1923 — 26.11.1928) — назначен титулярным архиепископом Адулиса;
- епископ Йожеф Грёс (17.12.1928 — 19.07.1939) — назначен епископом Сомбатхея;
- епископ Pedro Pablo Tenreiro Francia (30.08.1939 — 23.10.1954) — назначен епископом Гуанаре;
- епископ Нарсисо Хубани Арнау (24.11.1955 — 7.02.1964) — назначен епископом Жироны;
  - вакансия.

## Источник
- Annuario Pontificio, Libreria Editrice Vaticana, Città del Vaticano, 2003, стр. 871, ISBN 88-209-7422-3
- Pius Bonifacius Gams, Series episcoporum Ecclesiae Catholicae, Leipzig 1931, стр. 434  (лат.)
- Michel Lequien, Oriens christianus in quatuor Patriarchatus digestus, Parigi 1740, Tomo II, coll. 825—826  (лат.)
- Konrad Eubel, Hierarchia Catholica Medii Aevi, vol. 1 Архивная копия от 9 июля 2019 на Wayback Machine, стр. 378; vol. 2 Архивная копия от 4 октября 2018 на Wayback Machine, стр. XXXIII  (лат.)
- La Gerarghia Cattolica